# قائمة مساجد المالديف
هذه قائمة مساجد في جزر المالديف. أول المساجد التي بنيت في جزر المالديف كانت في البداية مصنوعة من مواد سهلة التدهور مع مرور الوقت مثل خشب جوز الهند وأوراق النخيل. وفي وقت لاحق، في منتصف القرن السابع عشر إلى أوائل القرن التاسع عشر، تطورت العمارة المالديفية في بناء الحجر المرجاني وازدهرت. نظرًا لقرب البلد من شبه الجزيرة العربية العربية فسرعان ما حلت العمارة العربية في المساجد ذات القباب محل غالبية المساجد الحجرية المالديفية الأصلية بحلول منتصف القرن التاسع عشر. لا يوجد اليوم سوى ستة مساجد من الأحجار المرجانية المالديفية في حالة جيدة، وجميعها مدرجة في اليونسكو كمواقع مؤقتة تحت اسم مساجد الحجر المرجاني أو المساجد المرجانية في جزر المالديف.

## مساجد حجرية مرجانية
| اسم                       | الصور | الموقع       | عام/القرن | ملاحظات                |
| ------------------------- | ----- | ------------ | --------- | ---------------------- |
| مسجد الجمعة في إيهافاندهو |       | آتول ها ألف  | 1701      | موقع مؤقت في اليونسكو. |
| مسجد الجمعة في ميدهو      |       | آتول را      | 1705      | موقع مؤقت في اليونسكو. |
| مسجد الجمعة ماليه         |       | كافو أتول    | 1658      | موقع مؤقت في اليونسكو. |
| مسجد العيد في ماليه       |       | كافو آتول    | 1815      | موقع مؤقت في اليونسكو. |
| مسجد الجمعة في فينفوشي    |       | آتول ألف دال | 1692      | موقع مؤقت في اليونسكو. |
| المسجد التاريخي في أسدهو  |       | آتول لام     | 1701      | موقع مؤقت في اليونسكو. |

## مساجد غير مرجانية
| اسم                               | الصور | الموقع    | عام/القرن | ملاحظات |
| --------------------------------- | ----- | --------- | --------- | ------- |
| مسجد الجن (المالديف) [الإنجليزية] |       | فوملك     |           |         |
| مسجد هولهوماليه                   |       | هولهومالي | 1990      |         |
| المركز الإسلامي                   |       | ماليه     | 1984      |         |
| مسجد اليوسف                       |       | إيدهافوشي | 1970      |         |